# マッケンジー・フォイ
マッケンジー・フォイ（Mackenzie Foy、2000年11月10日 - ）は、アメリカ合衆国の女優、モデル。

## 生い立ち
アメリカ合衆国カリフォルニア州ロサンゼルス市で生まれ育つ。父親はトラックドライバー、母親は主婦。幼小のころからバレエ、ジャズダンス、タップダンスなどを習っていた。3歳の頃からモデルとして活動しはじめた。

## キャリア
マテル、ゲス、タルボ、ターゲット、ラルフ・ローレン、H&M、ギャップ、ディズニーなどいくつかのブランドのプリント広告にモデルとして登場した。ついで、バーガーキング、ティージーアイ・フライデーズ、BlackBerry、コムキャスト、バービー、パンテーンなどその他数多くの企業のテレビコマーシャルに出演を果たした。
9歳から女優活動をはじめ、SFテレビドラマシリーズ『フラッシュフォワード』や刑事テレビドラマシリーズ『ハワイファイブオー』などいくつかのテレビシリーズにゲスト出演した。
2011年に公開された『トワイライト・サーガ/ブレイキング・ドーン Part1』で長編映画に初出演を飾り、また、2012年公開の映画『トワイライト・サーガ/ブレイキング・ドーン Part2』に出演。

## 出演作品

### 映画
| 公開年 | 邦題 原題                                                                                 | 役名             | 備考 |
| ------ | ----------------------------------------------------------------------------------------- | ---------------- | ---- |
| 2011   | トワイライト・サーガ/ブレイキング・ドーン Part1 The Twilight Saga: Breaking Dawn – Part 1 | レネズミ・カレン |      |
| 2012   | トワイライト・サーガ/ブレイキング・ドーン Part2 The Twilight Saga: Breaking Dawn – Part 2 | レネズミ・カレン |      |
| 2013   | 死霊館 The Conjuring                                                                      | シンディ・ペロン |      |
| 2013   | Wish You Well                                                                             | Lou Cardinal     |      |
| 2014   | インターステラー Interstellar                                                             | マーフ（幼少期） |      |
| 2015   | リトルプリンス 星の王子さまと私 The Little Prince                                         | 女の子 ※声の出演 |      |
| 2015   | 警察署長ジェッシイ・ストーン 4番目の真実 Jesse Stone: Lost in Paradise                    | Jenny O'Neill    |      |
| 2018   | くるみ割り人形と秘密の王国 The Nutcracker and the Four Realms                             | クララ           |      |
| 2020   | ブラック・ビューティー Black Beauty                                                       | ジョー・グリーン |      |

### テレビシリーズ
| 放映年 | 邦題 原題                         | 役名                    | 備考 |
| ------ | --------------------------------- | ----------------------- | ---- |
| 2009   | 'Til Death                        | 女の子                  |      |
| 2010   | フラッシュフォワード FlashForward | Kate Erskine            |      |
| 2010   | Hawaii Five-0                     | リリー・ウィルソン      |      |
| 2012   | R.L. Stine's The Haunting Hour    | Natalie / Georgia Lomin |      |